# Upper Welland
Upper Welland – wieś w Anglii, w hrabstwie Worcestershire, w dystrykcie Malvern Hills. Leży 16 km na południowy zachód od miasta Worcester i 164 km na zachód od Londynu.